# Hvid dansk landkanin
Hvid danske landkanin er en gammel dansk kaninrace. Førhen levede kaninen vildt her i landet, og det var indfangede, domesticerede dyr, der udgjorde den gamle danske kaninbestand.
Sådanne kaniner findes ikke længere i tamform, men nogle af dem kom ud på vore småøer, hvor de smuttede ud af deres bure og nu lever som vildkaniner.
Den hvide danske landkanin er en albino med røde øjne, den er et produkt fra 1902-03, hvor direktøren for Københavns zoologiske Have, Julius Schiøtz, fremavlede racen ved at krydse de før omtalte kaniner med hvid belgisk kanin.
Den hvide danske landkanin var længe blandt de mest udbredte racer. Den er dog nu på retur, og i dag sjælden.